# Batalla de Wireless Ridge
La batalla de Wireless Ridge (Cresta del Telégrafo, 13 y 14 de junio de 1982) fue un enfrentamiento de la guerra de las Malvinas entre las fuerzas británicas y argentinas durante el avance hacia la ciudad principal del archipiélago, Puerto Argentino/Stanley.
Gran parte de la batalla ocurrió en la llamada Wireless Ridge,o la Cresta del telégrafo, sus nombres británicos y argentinos respectivamente. Esta una de las siete colinas estratégicas cercanas a Puerto Argentino/Stanley
El ataque fue una victoria inglesa y las fuerzas argentinas en las islas se rindieron más tarde ese día.
La fuerza británica estaba compuesta por el 2.º Batallón Paracaidista (2 PARA), parte de un escuadrón de los Blues & Royals con dos tanques ligeros FV101 Scorpion y dos vehículos blindados FV107 Scimitar, así como el apoyo de la artillería de dos baterías del Regimiento Real de Comandos de Artillería 29 y apoyo de fuego de apoyo naval proporcionada por los cañones de 114 mm de calibre de la fragata HMS Ambuscade (F172).
La fuerza argentina estaba constituida por el Regimiento de Infantería Mecanizado 7 y otros destacamentos de unidades de infantería. La primera unidad argentina en llegar al sector fue la compañía del mayor José Rodolfo Banetta que se estableció en el interior de los cuarteles de Moody Brook, pero esta unidad tuvo que evacuarse de la zona el 11 de junio cuando el fuego británico alcanzó el edificio, matando a tres reclutas e hiriendo al mayor Banetta.

## La vida en las trincheras
Al principio, el Regimiento 7 tuvo pocos inconvenientes con los soldados reclutas disparando a ovejas y asándolas en un armazón de cama vieja que los soldados habían encontrado cerca. El soldado Guillermo Vélez en el libro superventas Los Chicos de la Guerra del periodista Daniel Kon sostiene que él, personalmente, disparó y consumió una buena parte de las cincuenta ovejas que él había matado para los soldados de su compañía durante su tiempo en Wireless Ridge. El día 23 de mayo en vista que las Compañías A, B y C llevaban cuarenta y un días en las posiciones sin haber sido relevadas, decidió el capitán Raúl Daneri ordenar las compañías tomarse el turno en preparar y servir la comida del Regimiento 7.

A mí me tocaba ser el ranchero, nos turnábamos creo que por semana. Así podía conseguir un poco más de comida. Aunque salir en medio del frío a servir a los otros era tremendo, de esta manera llenábamos con Roberto Maldonado —mi compañero de posición— tres cantimploras de mate cocido y las usábamos como bolsa de agua caliente. Así tomábamos algo calentito toda la mañana»
Soldado conscripto Miguel Savage, Compañía C.

Según Silvio Katz de la Compañía B del Regimiento 3 a órdenes teniente coronel David Ubaldo Comini, protegiendo las playas al sur de la capital, los conscriptos todavía pasaron mucha hambre después de dos semanas y media de haber comido inicialmente bien en Malvinas:

A partir del primero de mayo, cuando empiezan los ataques ingleses, cuando todo tiempo caían bombas en las islas, misiles, lo que sea, allí empieza lo que es realmente la desgracia de la guerra. Porque allí la comida ya no llegaba, directamente nada.
Silvio Katz, Museo Malvinas e Islas del Atlántico Sur (disponible en YouTube)

El Regimiento 3 jugaría un rol muy importante en la batalla, con la Compañía A del Capitán Rubén Oscar Zunino contraatacando en Wireless Ridge, y la Compañía C del Capitán Ramón Alberto Varela tomando nuevas posiciones defensivas cerca de la cancha de fútbol, justamente afuera de la capital, mientras que la Compañía B del teniente primero Miguel Luis Delledone todavía mantenía sus posiciones frente a las playas al sur de Puerto Stanley. A pesar del buen espíritu de cuerpo evidente en el regimiento, algunos exconscriptos solo pueden recordar las amargas experiencias, el frío y el hambre que Katz dice le obligó a él y varios otros meterse dentro de los campos minados en las playas en busca de mejor comida: 

Pero realmente teníamos que ir a la costa a cazar animales y nos castigaban por ir adonde estaban las vacas o los corderos a matarlos para comer. Sinceramente fue terrible la situación.
Silvio Katz, Museo Malvinas e Islas del Atlántico Sur (disponible en YouTube)

Pedro Benítez que sirvió en la misma compañía de Katz, también recuerda los castigos físicos que él califica como torturas, pero que son conocidos en otros ejércitos como castigo de campo, por supuestamente haber robado un trozo de carne: 

El cabo me pisó con el taco del borcego la mano con la que decía que afané y con el pie, la cabeza. «Así que usted es un ladroncito», me decía. Y a los otros les gritaba: «Al que se le acerque, lo voy a estaquear también». Un soldado, cuando no lo vieron, vino corriendo y me mandó un chicharrón caliente en la boca, lo enfrié con la saliva y me lo tragué. No me acuerdo quién me desató.

En el libro Los Chicos de La Guerra, Benítez dice que la Compañía B se quebró bajo el último bombardeo británico, dejando las playas al sur de la capital indefensas, y que en el retroceso a Puerto Argentino vio varios soldados de su unidad morir al ser alcanzados por un proyectil. Benítez admite que él se refugió en la capital dentro de una casa ocupada las noches previas por los sobrevivientes de una sección que supuestamente combatió durante la Batalla del monte Dos Hermanas. Dice que estos sobrevivientes de la acción en Dos Hermanas habían combatido contra Gurkhas y matado a varios de ellos antes de ser sobrepasados y ver al jefe de ellos y varios conscriptos tomados prisioneros ser degollados a sangre fría por los Gurkhas. El Regimiento 3 sólo reconoce cinco muertos y dice que todos fueron miembros de la Compañía A del capitán Zunino y que la Compañía B del teniente 1.º Delledone jamás abandonó sus posiciones mirando al mar, aunque algunos soldados conscriptos podrían haberse convertido en desertores y tomado refugio en la capital.
También hubo problemas de disciplina en el Regimiento 7 con varios soldados escapándose en las noches a Murrell Farm (Granja Murrell), adonde consumieron 104 gallinas y asaron nueve cerdos y vacas, también robaron muebles y ropa que la familia Molkenbuhr había dejado en su casa. 
Según la versión popular del soldado Miguel Savage de la Compañía C:

Entramos a esa casa con pánico porque no sabíamos si había ingleses adentro. Estaba vacía y sentí un fuerte olor a hogar, algo que hacía mucho no me pasaba y me encontré un pulóver con un olor que me conectó directamente con mi hogar, con mi madre. Sentí que había un mensaje para mí: vas a estar bien, ya falta poco. Me llevé ese pulóver convencido de que algún día se lo devolvería a su dueña.

Las deserciones en el regimiento tuvieron un final trágico en la noche del 8 de junio cuando cuatro soldados conscriptos (Carlos Alberto Hornos, Pedro Vojkovic, Alejandro Vargas y Manuel Zelarayán) de la Compañía A murieron cuando su bote sobrecargado con hurtos pegó contra una mina antitanque al regresar de su noche de estadía en la Granja Murrell, matándolos en la orilla de la entrada del Río Murrell.
Los jóvenes soldados involucrados fueron mal disciplinados y en uno de sus últimos viajes habían encerrado una chancha en un compartimiento de muebles que murió después de unos días por falta de comida y agua en la presencia de sus dueños, Claude, Judy y Lisa Molkenbuhr.

## Avance británico
Los montes Harriet, Dos Hermanas y Longdon habían caído. La Guardia Escocesa había de atacar el monte Tumbledown, el Batallón Gurkha el monte William y el 2.º Batallón Paracaidista Wireless Ridge.
El teniente coronel David Chaundler asumió de comandante del 2.º Batallón Paracaidista tras la muerte del teniente coronel Herbert Jones en la batalla de Pradera del Ganso.

## Ataque inicial
Las últimas horas del 13 de junio, la Compañía D comenzó el ataque, avanzando hacia Rough Diamond (Diamante Duro), la colina al noroeste de Monte Longdon. La posición argentina había sido golpeada por un intenso bombardeo de las armas de apoyo británicas, desde tierra y mar.
El sargento ayudante Raúl Ibáñez, el suboficial mayor de la Compañía C, recuerda el fuego demoledor:

Yo en los casi dos días de batalla perdí 39 hombres de mi compañía (eran entre 140 y 150). Cuando todo era oscuridad, los ingleses tuvieron la posibilidad de iluminar el campo de batalla. Parecía Año Nuevo, explosiones por doquier. A nosotros, el Comando Superior nos ordenó el repliegue porque el bombardeo de artillería era insostenible.

Antes de perder Rough Diamond, el comandante de la X Brigada había tratado de reforzar la Compañía C con un pelotón del Regimiento de Infantería 1 Patricios que había recientemente llegado de Comodoro Rivadavia.
En el fuego de ablandamiento, la artillería británica había disparado 6000rondas con sus piezas de 105 mm, y cuando los paracaidistas comenzaron su empuje, fueron respaldados por fuego naval y morteros además de los cañones de 76 y 30 mm montados en los tanques livianos.
Las aproximadamente 80 bajas sufridas por el 2 PARA dos semanas antes en la batalla de Goose Green (incluyendo la pérdida de su comandante), habían inducido al mando británico a no tomar riesgos innecesarios la segunda vez. El jefe del Regimiento de Infantería 7, el teniente coronel Omar Giménez, dice que tres o cuatro veces fue casi muerto por el impacto directo de la artillería británica.
Cuando la Compañía D alcanzó la colina, los paracaidistas encontraron que la Compañía C del Regimiento 7 y los recientemente llegados refuerzos del continente, se habían retirado debido al intenso bombardeo. Mientras los hombres del Mayor Philip Neame ocupaban la posición, el regimiento argentino abrió fuego contra Monte Longdon, con cañones sin retroceso, cohetes y morteros, causando varias bajas en el 3.er Batallón, El Regimiento de Paracaidistas (3 PARA).
El sargento ayudante Ibáñez recuerda que en el último día de la guerra (14 de junio) empezó a nevar:

Estábamos congelados, empapados con el agua que teníamos adentro de los pozos de combate (trincheras) y la que caía de arriba. Fue un alivio el repliegue y se evitaron muchísimas muertes más, creo que si pasaba un día hubieran sobrevivido sólo unos pocos.

Con este masivo fuego de apoyo, las Compañías A y B estaban convencidas de que el enemigo ocupando "Apple Pie" (Torta de Manzana) había sido derrotado, y comenzaron a avanzar con confianza, pero pronto encontraron una fuerte resistencia al salir de sus trincheras. Los paracaidistas se encontraron bajo intenso fuego de ametralladoras de la Compañía A; y respondieron con un fuego devastador de ametralladoras y cañones de los tanques de los Blues and Royals como represalia británica.
El sargento Mac French del 3 PARA en Monte Longdon recordó el ataque británico que fue rechazado inicialmente por los defensores de Torta de Manzana:

Intentaron al primero avanzar al estilo de la Primera Guerra Mundial, pero el fuego enemigo fue demasiado fuerte así que se fueron para atrás de la turba y esperaron para más artillería para ablandarlos.

Más tarde se supo que el soldado conscripto Roberto Arturo Sañisky había contribuido significamente en la defensa de "Apple Pie" al despertar a varios de sus exhaustos compañeros que se refugiaban del bombardeo británico, permitiéndoles ocupar nuevamente sus trincheras y repeler a tiempo a unos 300 paracaidistas británicos.
Los defensores argentinos allí finalmente se retiraron debido al devastador fuego y las Compañías A y B británicas tomaron su objetivo. En esta etapa de la batalla, no quedaban muchos oficiales argentinos experimentados. El oficial de artillería adelantado (Mayor Emilio Guillermo Nani), el Oficial de Operaciones (Capitán Carlos Ferreyra) y los capitanes de las Compañía A y C (Jorge Calvo y Hugo García) y al menos tres jefes de pelotón experimentados ( Teniente 1° Antonio Estrada, Jorge Guidobono y Ramón Galíndez Matienzo), habían sido heridos. Según el Mayor Nani:

En la madrugada del 14 de junio, en pleno combate, muy cerca de mí estalla un obús inglés y yo siento un repiqueteo en el muslo derecho. Creí que era turba desparramada por la explosión, pero me palpo y encuentro sangre. Cortaduras. Después supe que tenía seis esquirlas. No sentía dolor, seguimos combatiendo. Ya muy de madrugada, al arremeter los británicos y combatiéndose desde posiciones muy cercanas, recibo un balazo en el gemelo de la pierna derecha, y ahí sí el dolor fue intenso. Nuestras posiciones se estaban deshaciendo y el 7 comenzaba a replegarse. Quedo aislado por un rato, me las arreglo para arrastrarme hacia abajo... estoy solo. Hacía 20 bajo cero y tenía amagues de desvanecimiento.

En este bombardeo se destaca el Capitán Guillermo Grau del Regimiento 7, que con un jeep Mercedes Benz se mueve a través de las zonas batidas, evacuando a los soldados gravemente heridos. A pesar del mortífero fuego enemigo, el mayor Hugo Alberto Pérez Cometto permaneció entre los conscriptos morteristas hasta el final de la defensa del Regimiento 7. (Su abnegación y su coraje fueron reconocido  por el  Centro de Excombatientes de las Islas Malvinas (CECIM) de La Plata.
La Compañía C del 2 PARA, luego de ser trasladado desde su línea de partida al norte, procedió a avanzar a una posición al este de Wireless Ridge, donde encontraron una posición de pelotón argentino abandonado.
Alrededor de las 4.30 a. m., el teniente coronel Giménez sabía que el Regimiento de Infantería 7 había sido derrotado completamente; «Se perdieron las comunicaciones, todo mi regimiento está acabado», aunque otras unidades agregadas continuaban combatiendo.

## Ataque de distracción
La noche del 13 de junio, una fuerza compuesta por efectivos de los Marines Reales, del Servicio Aéreo Especial y del Escuadrón de Botes Especial intentó desembarcar en la península Camber para distraer la atención del ataque de británico sobre Wireless Ridge, y aliviar la batalla del 2.º Batallón de Paracaidistas. Esa península estaba defendida por dos Secciones de Tiradores de Infantería de Marina bajo el mando de los tenientes Alfredo José Imboden y Héctor Gazzolo, una Sección de Tiradores de Marinería del Apostadero Naval y una batería antiaérea del GADA 101 del mayor Jorge Monge. Al detectar el ataque enemigo, la batería y los tiradores argentinos desbarataron la incursión abriendo fuego con sus cañones, ametralladoras y fusiles. Como resultado de la acción, un efectivo del Servicio de Botes Especial y dos integrantes del Servicio Aéreo Especial resultaron gravemente heridos requiriendo evacuación urgente en helicópter.
La madrugada del 14 de junio el Comando de la X Brigada de Infantería Mecanizada puso a las Compañías de Comandos 601 y 602 a proteger a la batería. El Comando impartió la orden pese a que el mayor Monge, había manifestado no necesitar ayuda ya que había repelido el desembarco.
La madrugada del 14 de junio el Comando de la X Brigada ordenó a los mayores Castagneto y Rico ocupar una posición de bloqueo en la zona oeste de la península Camber en dirección al monte Longdon. La Compañía sufrió un bombardeo muy intenso en la posición durante la mañana del día 14. Cerca del mediodía los jefes Castagneto y Rico resolvieron regresar a Puerto Argentino. Finalmente los comandos se vieron a obligados a acatar la rendición del comandante Menéndez.

## Ataque final
La Compañía D del mayor Philip Neame comenzó el asalto final desde el extremo occidental de la parte principal de Wireless Ridge conocida en el 2 PARA como "Blueberry Pie" (Pastel de Arándanos), con el apoyo de fuego intenso de 114 mm de la fragata HMS Ambuscade, los tanques livianos, doce piezas de artillería de 105 mm, varios morteros y misiles pesados antitanque MILAN. Antes de este asalto, la plana mayor de la Brigada de Infantería Mecanizada X había enviado al desmontado Escuadrón de Exploración de Caballería Blindada 10 del capitán Rodrigo Alejandro Soloaga para hacer un contraataque en las rocas occidentales de Wireless Ridge.
El capitán Soloaga fue particularmente eficaz en persuadir a sus hombres en abrir fuego contra los tanques livianos británicos. El Pelotón antitanques Milán, el Pelotón de Ametralladora GPMG del 2 PARA en "Apple Pie" (Tarta de Manzana), mientras que el mando del Regimiento 7 se reorganizaba. En dos horas, la unidad de caballería argentina compuesto de los pelotones de los tenientes Diego Bianchi Harrington y Luis Enrique Bertolini sufrió cinco muertos y unos 50 heridos.
La fuerza blindada británica, a quienes los hombres de Soloaga enfrentaron, tuvo dos tanques ligeros neutralizados, evitando el fuerte fuego defensivo por parte de ellos cuando cayeron en cráteres profundos producto del contrabombardeo de la artillería argentina y tuvieron que ser sacados a la mañana siguiente con la ayuda de grúas. Además, los tanquistas británicos sufrieron un herido grave en la cabeza, razón por la que tuvieron que conducirlo de regreso al puesto de socorro del 2 PARA donde el suboficial pudo recibir el tratamiento adecuado y donde un conductor de reemplazo en forma de oficial se hizo cargo de su tanque.
El soldado Alan Craig y otros del Regimiento 7 han acusado en los últimos años a sus oficiales de haber abandonado el campo de batalla mucho antes del ataque final del 2 PARA, pero el teniente Raúl Fernando Casteneda de la Compañía C dice que esto no es cierto, que el teniente coronel Omar Giménez reunió a todos los jefes de pelotones y compañías que quedaban aptos para combatir y que hicieron un último esfuerzo para detener el avance británico junto al jefe del regimiento y su plana mayor en "Blueberry Pie", y que el teniente Galíndez Matienzo, que en un combate anterior había recibido un disparo en el hombro, tuvo un escape milagroso cuando un proyectil de la artillería británica cayó justo al lado de él y un suboficial que operaban una ametralladora, levantándolos en el aire pero sin causarles más lesiones.
Los hombres del mayor Neame tomaron la primera mitad del objetivo "Blueberry Pie" después de una dura lucha contra un pelotón de comunicaciones al mando del subteniente Jorge Alberto Guidobono, la plana mayor del teniente coronel Giménez y los oficiales que le quedaban, reforzado por un pelotón mixto de paracaidistas argentinos al mando del subteniente Gustavo Alberto Aimar y sargento Carlos Eusebio Villegas del Regimiento de Infantería Aerotransportado 2 General Balcarce y  Regimiento de Infantería Paracaidista 17 (recientemente llegados de Comodoro Rivadavia), con el exparacaidista británico Tony Banks luego escribiendo:
La orden fue dada en avanzar y nos apresuramos en cruzar el terreno  esponjoso y lo que después nos enteramos era un campo minado. Llegamos a las primeras trincheras enemigas, pero no había nadie allí. Se habían huido. Pero cuando empezamos a avanzar a lo largo de la cresta, una escena de La Guerra de las Galaxias estalló con balas trazantes volando por todas partes. Estábamos enfrentando soldados enemigos bien armados, bien disciplinados y altamente motivados en buenas posiciones.
El soldado Guillermo Vélez combatió junto con el pelotón de soldados cordobeses y catamarqueños que por ser paracaidistas fueron los últimos refuerzos en resistir del Regimiento 7:
Eran chicos cordobeses, recién llegados a las islas desde Comodoro Rivadavia... jamás habían oído una bomba, y los habían metido ahí, en el medio del infierno. Nosotros, teóricamente, íbamos a recibir, por radio, las órdenes. Había dos señales, una para atacar, y otra para replegarse, pero en el medio de aquel desorden nunca recibimos ninguna orden. No se escuchaba otra cosa que las bombas... Ya se habían replegado las compañías A, B y C del 7 y nosotros, así, quedamos en la primera línea... Nosotros hacíamos lo que podíamos; apenas si podíamos protegernos y de vez en cuando contestar el fuego. Nos fuimos juntando en grupos, y delante nuestro colocaron una primera línea de ametralladoras MAG.
Con los refuerzos recién llegados del continente obligados a ceder también su terreno, el  sargento Carlos Villegas (aunque herido) junto con los soldados Ramón Bustos y Eusebio Tevez permanecen valientemente atrás cubriendo con sus armas la retirada de sus compañeros paracaidistas.
La compañía de Neame sufrió dos muertos (David Parr y Francis Slough) antes de poder sobrepasar a los hombres de Guidobono y Aimar (ambos jefes heridos en la acción), pero luego se encontraron bajo una feroz contraataque de la Compañía A "Tacuari" del capitán Rubén Oscar Zunino del Regimiento 3 quienes se habían adelantado en camiones hacia Monte Longdon durante los combates dos noches anteriores, pero sólo habían llegado a la zona de Moody Brook.
Con la Sección de Morteros de 81 mm del teniente José Luis Dobroevic proporcionando fuego de apoyo, la Compañía "Tacuari", en la forma de los pelotones de fusileros del subteniente Carlos Javier Aristegui y el teniente 1º Víctor Hugo Rodríguez Pérez avanzaron para entrar en contacto con el enemigo. El soldado conscripto Patricio Pérez, que acababa de salir de la escuela secundaria, recordaría la experiencia inquietante de ver cohetes antitanque de 66 mm volando directamente hacia ellos, como si fueran ondulantes bolas de fuego. El mantiene haber disparado y alcanzado a un paracaidista británico, posiblemente el comandante del Pelotón N.º 12 (teniente Jonathan Page), y se enfureció cuando se enteró de que su amigo, Horacio Benítez de su pelotón, había sido baleado.
La 1ra Sección de Tiradores del teniente 1º Rodríguez Pérez, en verdad, choco con los paracaidistas del Pelotón 12, ahora al mando del teniente Jonathan Page (tras la muerte del teniente Jim Barry en Goose Green). El combate fue de un lado a otro. El teniente Page ―con la ayuda del pelotón de morteros del 2 PARA quienes sufrieron cuatro hombres evacuados con tobillos quebrados al disparar proyectiles Supercharge para poder alcanzar a la Compañía A "Tacuari" avanzando desde Moody Brook― apenas consiguió mantener la línea.
El general de división John Dutton Frost del Ejército Británico, jefe del 2 PARA durante la Batalla de Arnhem en la Segunda Guerra Mundial, luego describiría el ataque argentino contra el Pelotón 12:
Durante dos largas horas la compañía se encontró bajo presión. Fuego de armas cortas mezclados con todo tipo de alto explosivos (granadas de fusil Energa/PDF) cayeron dentro y alrededor de la posición del Pelotón 12, mientras los hombres se agachaban dentro los sangars enemigas abandonadas y en los hoyos de artillería.
Según el mayor Neame:
Entonces desde del este recibimos este contraataque. Jon Page, cuyo pelotón yo había dejado en ese lado hizo un bastante buen trabajo. Se las arregló para apoderarse de nuestra artillería accionando su radio en la red, ya que todavía estábamos sin nuestro oficial adelantado de artillería. Eso quiebro el ataque de ellos.
El historiador militar británico Martin Middlebrook confirmaría la dureza de la acción:
Esta vez los argentinos resistieron y pelearon bien y hubo una feroz batalla por la última parte de Wireless Ridge ... La Compañía D casi perdió las fuerzas para seguir combatiendo, pero los oficiales y suboficiales reagruparon a sus hombres y los convencieron en hacer un último esfuerzo y la parte final de el objetivo de la compañía fue capturado.
Los oficiales y suboficiales del mayor Neame habiendo reagrupado a los dispersados y agotados paracaidistas para capturar la parte final de su objetivo, pudieron avanzar de nuevo y los argentinos habiendo quedado sin municiones, cesaron el contraataque y se retiraron bajo el fuego de cobertura de ametralladoras de apoyo, organizada por el teniente Horacio Alejandro Mones Ruiz de la Compañía "Tacuari".
A pesar de la presencia de un francotirador británico del Servicio Aéreo Especial con mira infrarroja, Esteban Tries y José Luis Cerezuela de la sección de Rodríguez Pérez, se ofrecen para rescatar a su sargento herido, Manuel Villegas, llevándolo a la capital malvinense.
Miguel Savage y los desgastados conscriptos de la Compañía C en Diamante Duro fueron las primeras tropas del Regimiento 7 en retroceder (contra las órdenes del suboficial mayor Raúl Ibáñez quien se quedó cubriendo la retirada de la C) y llegar a la relativa seguridad de Puerto Argentino, siendo recibidos por oficiales de la Plana Mayor:
Ellos habían estado durmiendo en las casas, en las camas calientes. Tenían calzados bien lustrados, uniformes inmaculados planchados  y bigotes encerados. Incluso tenían calefacción en sus vehículos. Yo estaba tan furioso con ellos.
La batalla todavía no había terminado. Uno de los oficiales de la Plana Mayor del Ejército Argentino de que Savage y otros hablan, el teniente coronel Eugenio Dalton (jefe de Operaciones de la Brigada X), fue visto durante la oscuridad conduciendo un jeep afuera de la capital, reagrupando a los soldados dispersos y conduciéndolos a nuevas posiciones, pese al fuerte fuego naval que caía a sus alrededores.
Antes del amanecer del 14 de junio, unos 200 sobrevivientes de la Batalla de Wireless Ridge/Cresta del Telégrafo, que incluía un pelotón de fusileros de unos 40 hombres bajo el mando del teniente Víctor Manuel Maldonadodel Regimiento de Infantería 1 «Patricios» (RI 1), habían sido reunidos por Dalton con la ayuda del oficial de operaciones del Regimiento 3 (mayor Guillermo Rubén Berazay, quien mostró gran valentía en las acciones finales y sería condecorado con la Medalla al Valor en Combate) para formar una línea defensiva de último recurso frente a las ahora silenciadas piezas del Grupo de Artillería Aerotransportado 4 en cercanías del Arroyo Felton. Cerca de la iglesia de la capital malvinense, el mayor Carlos Carrizo Salvadores (segundo al mando del Regimiento 7), con la ayuda del padre José Fernández, reunieron a unos 50 sobrevivientes del Regimiento 7 con la intención de ayudar a Zunino y con Carrizo Salvadores al frente y varios soldados cantando la Marcha de las Malvinas, lanzaron un contraataque cerca de los destruidos cuarteles de Moody Brook, pero fueron detenidos a último momento por intenso fuego de la artillería británica.
El soldado Gabriel Ricardo Sagastume, sobreviviente de la Compañía A, dice:
Bajando de Moody Brook lo encontramos a Carrizo, que pretendía recuperar esa posición. Nosotros habíamos pasado caminando entre las ruinas del cuartel, bombardeado por los ingleses, y sabíamos que era imposible volver a tomarlo. En esas circunstancias, Carrizo nos agrupó, preguntó qué armamento teníamos y en qué condiciones y ordenó seguirlo a trepar la cuesta. A pocos metros de avanzar nos llovían proyectiles de todo calibre y por todos lados. Nos volvimos, casi en un desbande generalizado.
Los paracaidistas fueron momentáneamente alarmados y miraban sorprendidos, con el mayor Philip Neame describiendo el contraataque argentino como «un gran esfuerzo para realmente admirar, pero sin una alguna verdadera chance». El mayor Neame más tarde admitiría que sus hombres se habían casi quedado sin municiones y muchos fueron obligados a fijar bayonetasy que la situación fue grave:
Entonces, al comenzar la luz del día recibimos otro contraataque, esta vez desde el lado de Moody Brook contra el pelotón de Sean Webster. Yo pensé 'maldito infierno, ¿Qué está pasando aquí?' Me preguntaba en que nos habíamos metido y pensé que estos no podían ser argentinos. Durante un tiempo fueron bastante persistentes.
Al terminar la batalla, el 2 PARA había sufrido tres muertos y once heridos. Media docena o más de soldados del 3 PARA fueron también heridos en Monte Longdon al ser alcanzados por cañones sin retroceso y morteros pesados del Regimiento 7 y/o bombarderos Canberradurante la noche del 13 al 14 de junio. Tres comandos británicos fueron también gravemente heridos en el intento de desembarco en la playa al frente del GADA 101 y cuatro lanchas de asalto fueron destruidas por el fuego antiaéreo argentino. Los defensores argentinos sufrieron aproximadamente 25 muertos y unos 125 heridos (principalmente por rondas que explotaron en el aire en lugar de disparos directos) y alrededor de 50 fueron tomados prisioneros. En la etapa final de la batalla, el Centro de Operaciones Conjuntas (CEOPECON) en Comodoro Rivadavia había ofrecido el uso de cazabombarderos Skyhawk con bombas napalm, pero el general de brigada Oscar Luis Jofre no aceptó la oferta en la creencia de que la respuesta británica sería igual de severa o peor.

## Acusaciones falsas posteriores
En 2021 con la publicación del libro Tied With Wires: The Incredible Argentine Inventions & Weapons of the Falklands War (Atados Con Alambres: Los Increíbles Inventos y Armas Argentinas de la guerra de las Malvinas), el polémico autor británico Ricky D Phillips escribiría que los sobrevivientes argentinos de las últimas batallas habían colocado trampas explosivas en las camas del hospital de Puerto Argentino para matar o mutilar a los isleños de mayor edad, una afirmación bastante descabellada que no está respaldada en ninguna forma por los numerosos libros escritos o entrevistas concedidas por parte de los veteranos, periodistas e historiadores británicos y argentinos muchos de los cuales (como el suboficial mayor Nick Van Der Bijl, oficial de inteligencia de la Brigada de Comandos 3) jugaron un rol importante en la guerra y han escrito numerosos libros sobre la campaña terrestre y sus protagonistas.
Ricky D Phillips alegaría repetidamente en Quora ("un lugar para obtener y compartir conocimiento") que los soldados argentinos a lo largo de la guerra aparte de comer gatos y perros en Puerto Argentino se forzaban en las casas de los isleños para defecar en los dormitorios, congeladores y hasta esparcir excremento en las paredes y dice que un número de ellos abusaron sexualmente de una mujer delante de su marido e hijos. Dice que los soldados vandalizaron por completo la oficina de correos y hasta incendiaron varias casas durante los últimos combates, ignorando por completo el hecho que el periódico local de los isleños Penguin News en su edición especial del 15 de junio no hace acusación alguna de soldados argentinos defecando en las casas de los civiles o esparciendo excremento en las paredes, con el periódico en realidad culpando a los británicos por gran parte del daño causado en Puerto Argentino. El diario, para ser exacto, culpa a la artillería británica y a la Royal Navy en gran parte por la destrucción vista en la capital malvinense como las casas que fueron dañadas o quemadas hasta los cimientos.
Es cierto que la oficina de correos fue en gran parte vandalizada por soldados argentinos, pero esto solo pasó después de que soldados borrachos del 3 PARA y varios isleños (exsoldados de la Falkland Islands Defence Force, FIDF) que habían estado bebiendo con ellos soltaron el freno de un vehículo blindado Panhard de la columna estacionada en la calle Philomel Street de la colina del mismo nombre para que se estrellara abajo contra una columna de prisioneros de guerra argentinos en la calle Ross Road que esperaban ser repatriados. Los paracaidistas británicos y los lugareños involucrados claramente tenían la intención de matar o lastimar gravemente a soldados argentinos, pero se equivocaron en escoger una pelea con los soldados del Regimiento 7 quienes habían combatido en monte Longdon y Wireless Ridge y estos endurecidos soldados procedieron a rebelarse y no solo vandalizaron el Post Office (oficina de correos) sino que también incendiaron por completo el Globe Store (Tienda Globo).
Según el oficial de inteligencia británico Nick Van Der Bijl que fue testigo del acto criminal:
"El Sargento de Vuelo me dijo que algunos civiles y soldados, aparentemente del 3 Para, que bebían en el Hotel Globe habían decidido arreglar las cuentas con los argentinos que esperaban ser procesados, pero los prisioneros que eligieron eran principalmente del Regimiento de Infantería 7, quienes fueron reclutados en gran parte de los duros barrios obreros de Buenos Aires... Una situación de tensión se intensificó cuando se lanzaron varias granadas de humo y se soltó el freno de mano de un carro blindado Panhard dirigido a los prisioneros."
También ignora por completo el hecho de que el agua escaseaba, ya que la principal estación de bombeo de agua de Puerto Argentino había sido dañada por el fuego naval británico durante las batallas, con muchos soldados argentinos y británicos que sufrían de diarrea debido al consumo del agua contaminada, obligados a hacer sus necesidades en las bañeras de los baños públicos que se encontraban en los edificios del Town Hall, Gimnasio y los almacenes comerciales (donde los sobrevivientes de los Regimientos 3, 6 y 7 se habían reagrupado en la mañana del 14 de junio mientras esperaban nuevas órdenes) y hasta en las calles traseras de Puerto Argentino ya que ninguno de los baños funcionaban.
El bombero Lewis Clifton confirmaría que no solo los soldados británicos y argentinos habían sido afectados, sino también muchos de los isleños, "El lugar simplemente no podía sostenerlo. Solo había electricidad y agua esporádicamente y el sistema de saneamiento colapsó. Las calles estaban cubiertas de desechos humanos hasta los tobillos. El hedor era horrible, realmente horrible, y todos sufríamos lo que llamábamos la venganza de Galtieri. Perdió la guerra pero nos dejó enfermos."
El Capitán médico paracaidista John Burgess confirmaría en 2021 que casi todos los hombres del 3 PARA en sus nuevas habitaciones sufrían de diarrea y vomitaban violentamente por haber consumido agua y comida contaminada mientras estando en monte Longdon y recordaría que los baños de Puerto Argentino ya no funcionaban:
“La ciudad era un desastre, sin alcantarillado, agua ni electricidad. Sin alimentos proporcionados, muchos hombres comenzaron a saquear las fuentes de alimentos argentinas hasta que más suministros pudieran alcanzar el avance ... Desafortunadamente, gran parte del batallón que se había posicionado en el extremo este de Longdon sufría de falta de agua potable … Las tropas habían estado sacando agua de charcos en la turba y hirviéndola. Esto fue insuficiente para matar todas las bacterias, y con el saneamiento inadecuado, la mayor parte del batallón cayó enfermo de diarrea y vomitaban”.
Las afirmaciones de que las fuerzas argentinas se habían comportado como salvajes durante la guerra fueron ciertamente investigadas por los corresponsales de guerra británicos en los días posteriores al cese de fuego, con Patrick Joseph Bishop y John Witherow estableciendo claramente que eran solamente rumores con muy poca o ninguna fundación: "Sin duda, ellos habían sido responsables de destrozar la sólida y vieja oficina de correos, y las calles traseras del pueblo estaban llenas de excremento. Pero aunque catorce hombres isleños fueron sacados de sus hogares durante la ocupación y enviados a Gran Malvina, donde fueron puestos bajo arresto domiciliario, pocos habitantes fueron maltratados. Fue un régimen más incómodo que brutal ... Hubo historias de saqueos, pero al examinarlos más de cerca, solían ser tropas que robaban bollos del congelador o que dormían en camas con sus botas embarradas puestas. Se robaron algunos objetos de valor y recuerdos y algunas casas fueron vandalizadas, pero los detalles de los atropellos eran vagos. La mayor parte del daño grave fue causado por los bombardeos británicos. Un isleño dijo sin rencor que los británicos habían causado más dolores de cabeza en Stanley que los argentinos."

## Última sección argentina en rendirse
El subteniente Darío Alejandro Selser con su pelotón de fusileros del Regimiento de Infantería 7 fueron los últimos soldados argentinos en Malvinas en rendirse. Selser llegó a Monte Low al norte de Wireless Ridge, a fines de abril, con la misión de proteger al destacamento de la ROA de la Fuerza Aérea Argentina apostados ahí. El 16 de junio se encontró con un oficial británico que descendió de un helicóptero Bell UH-1H argentino, que se había sido empeñado en buscarlo, y lo convenció en hablar con el piloto del helicóptero, el capitán Jorge Rodolfo Svendsen, el cual confirmó que la guerra había terminado y Selser finalmente ordenó a sus hombres rendirse, 48 horas después de terminada la guerra.

## Tumbas argentinas sin nombres
33 años después de la guerra se informó de nuevo en los principales periódicos del mundo que 123 argentinos muertos en los combates terrestres, fueron enterrados sin sus chapas metálicas, tarjetas de plástico de identificación, cartas y fotos de familiares que los hubiesen identificado. La mayoría de los muertos argentinos no identificados pertenecían a las unidades que habían luchado contra los paracaidistas británicos acusados de varios crímenes de guerra contra los argentinos. Mucho de los soldados argentinos no tenían medallas identificatorias, por lo que les permitieron que llevaran sus cédulas militares.
En 2017, el excabo Vicent Bramley admitió haber robado cartas de los argentinos caídos en Longdon:
Es la única manera de mantenerte cuerdo. Comenzas a actuar de manera inhumana, como si estuvieras desconectado de tu manera de ser normal. Vi a algunos saqueando los cadáveres o escarbando dentro de los búnkeres. Yo mismo lo hice. Es como si hubiese sido lo más normal del mundo hurgarle los bolsillo a alguien y llevarte sus cartas.

## Condecoraciones
Por la valentía mostrada en Wireless Ridge, el 2 Para fue galardonado con tres Cruces Militares, una Medalla Militar y una Medalla de Conducta Distinguida. El Comando 29 recibió una Cruz Militar.
El mayor Guillermo Rubén Berazay obtendría «La Nación Argentina al Valor en Combate» por su conducta en la preparación de la defensa calle por calle de Puerto Argentino.